# Sikaiana
Sikaiana ist ein kleines Atoll im Pazifischen Ozean und Teil des Inselstaats der Salomonen. Die europäischen „Entdecker“ nannten es „Stewart Islands“. 

## Geographie
Sikaiana liegt etwa 212 Kilometer nordöstlich von Malaita, der Hauptinsel der Provinz Malaita und gehört zur gleichen Provinz. Auf dem Saumriff des Atolls liegen vier Inseln (Motus): Sikaiana (Osten), Matiuloto (Faore) (Westen), Matuaui (Mutuavi) (Südwesten) und Tehaolei (Nordwesten). Die gesamte Landfläche der Inseln beträgt 181 Hektar. Die einzige, seichte Einfahrt in die Lagune, Te Avananua, liegt zwischen den Inseln Matuiloto und Tehaolei im Westen, ansonsten ist das zeitweilig trockenfallende Ringriff geschlossen. Die Lagune wird Te Moana genannt. Es gibt auch zwei künstliche Inseln, Te Palena und Hakatai'atata. Der Hauptort Taisalu liegt an der lagunenseitigen Westküste von Sikaiana, der östlichsten und einzig bewohnten Insel. Früher war auch Tehaolei bewohnt.

## Bevölkerung
Sikaiana wird von 249 Menschen polynesischer Abstammung bewohnt. Deshalb gehören die Inseln zur Gruppe der polynesischen Exklaven, die außerhalb des polynesischen Dreiecks liegen. Die Bewohner sprechen einen zum samoischen Zweig der polynesischen Sprachen gehörenden Dialekt des Polynesischen namens „Sikaiana“.